# Juan Manuel Ortiz
Juan Manuel Ortiz Palazón est un footballeur espagnol né le 1er mars 1982 à Guardamar del Segura, qui évolue au poste d'arrière droit à l'AEK Larnaca.

## Palmarès
Osasuna Pampelune
- Finaliste de la Coupe d'Espagne : 2005

AEK Larnaca
- Championnat de Chypre :
  - Vice-Champion : 2017